# Grand Prix automobile d'Autriche 1984
 (avril 2023).
Si vous disposez d'ouvrages ou d'articles de référence ou si vous connaissez des sites web de qualité traitant du thème abordé ici, merci de compléter l'article en donnant les références utiles à sa vérifiabilité et en les liant à la section « Notes et références ».
Le Grand Prix automobile d'Autriche 1984 est un Grand Prix de Formule 1 qui a eu lieu sur l'Österreichring le 19 août 1984.
La course est longtemps menée par Piquet, talonné par Prost, leader du championnat qui percute un muret et abandonne. Lauda récupère la deuxième place, harcèle Piquet qui tente de résister et, au bout de six tours, prend la tête du Grand Prix. Il connaît une frayeur lorsque sa McLaren ralentit dans le dernier tour à cause d'un problème mécanique, mais il remporte finalement son unique victoire dans son Grand Prix national. À l'issue de la course, Lauda prend la tête du championnat du monde.

## Classement
| Pos. | No | Pilote             | Écurie            | Tours | Temps/Abandon                      | Grille | Points |
| ---- | -- | ------------------ | ----------------- | ----- | ---------------------------------- | ------ | ------ |
| 1    | 8  | Niki Lauda         | McLaren-TAG       | 51    | 1 h 21 min 12 s 851 (223,884 km/h) | 4      | 9      |
| 2    | 1  | Nelson Piquet      | Brabham-BMW       | 51    | + 23 s 525                         | 1      | 6      |
| 3    | 27 | Michele Alboreto   | Ferrari           | 51    | + 48 s 998                         | 12     | 4      |
| 4    | 2  | Teo Fabi           | Brabham-BMW       | 51    | + 56 s 312                         | 7      | 3      |
| 5    | 18 | Thierry Boutsen    | Arrows-BMW        | 50    | + 1 tour                           | 17     | 2      |
| 6    | 17 | Marc Surer         | Arrows-BMW        | 50    | + 1 tour                           | 19     | 1      |
| 7    | 28 | René Arnoux        | Ferrari           | 50    | + 1 tour                           | 15     |        |
| 8    | 25 | François Hesnault  | Ligier-Renault    | 49    | + 2 tours                          | 21     |        |
| 9    | 10 | Jonathan Palmer    | RAM-Hart          | 49    | + 2 tours                          | 24     |        |
| 10   | 22 | Riccardo Patrese   | Alfa Romeo        | 48    | Panne d'essence                    | 13     |        |
| 11   | 9  | Philippe Alliot    | RAM-Hart          | 48    | + 3 tours                          | 25     |        |
| 12   | 31 | Gerhard Berger     | ATS-BMW           | 48    | Boîte de vitesses                  | 20     |        |
| Abd. | 15 | Patrick Tambay     | Renault           | 42    | Moteur                             | 5      |        |
| Abd. | 19 | Ayrton Senna       | Toleman-Hart      | 35    | Pression d'huile                   | 10     |        |
| Abd. | 12 | Nigel Mansell      | Lotus-Renault     | 32    | Moteur                             | 8      |        |
| Abd. | 7  | Alain Prost        | McLaren-TAG       | 28    | Sortie de piste                    | 2      |        |
| Abd. | 11 | Elio De Angelis    | Lotus-Renault     | 28    | Moteur                             | 3      |        |
| Nc.  | 21 | Huub Rothengatter  | Spirit-Hart       | 23    | Non classé                         | 26     |        |
| Abd. | 23 | Eddie Cheever      | Alfa Romeo        | 18    | Moteur                             | 16     |        |
| Abd. | 16 | Derek Warwick      | Renault           | 17    | Moteur                             | 6      |        |
| Abd. | 26 | Andrea De Cesaris  | Ligier-Renault    | 15    | Injection                          | 18     |        |
| Abd. | 6  | Keke Rosberg       | Williams-Honda    | 15    | Tenue de route                     | 9      |        |
| Abd. | 5  | Jacques Laffite    | Williams-Honda    | 12    | Moteur                             | 11     |        |
| Abd. | 30 | Jo Gartner         | Osella-Alfa Romeo | 6     | Surchauffe                         | 22     |        |
| Abd. | 24 | Piercarlo Ghinzani | Osella-Alfa Romeo | 4     | Boîte de vitesses                  | 23     |        |
| Np.  | 14 | Manfred Winkelhock | ATS-BMW           |       | Boîte de vitesses                  | 14     |        |
| Nq.  | 4  | Stefan Bellof      | Tyrrell-Ford      |       | Non qualifié                       |        |        |
| Nq.  | 3  | Stefan Johansson   | Tyrrell-Ford      |       | Non qualifié                       |        |        |

## Pole position et record du tour
- Pole position : Nelson Piquet en 1 min 26 s 173 (vitesse moyenne : 248,236 km/h).
- Meilleur tour en course : Niki Lauda en 1 min 32 s 882 au 23e tour (vitesse moyenne : 230,305 km/h).

## Tours en tête
- Nelson Piquet : 39 (1-39)
- Niki Lauda : 12 (40-51)

## Statistiques
- 23e victoire pour Niki Lauda.
- 38e victoire pour McLaren en tant que constructeur.
- 8e victoire pour TAG-Porsche en tant que motoriste.
- 1er Grand Prix de Gerhard Berger.